# Župnija Negova
Župnija Negova je rimskokatoliška teritorialna župnija, dekanije Lenart v Slovenskih goricah, Ptujsko-Slovenjegoriškega naddekanata, ki je del nadškofije Maribor.

## Sakralni objekti
- Cerkev sv. Marije - Marijinega rojstva, Negova (župnijska cerkev)